# گوردون کلی
گوردون کلی (انگلیسی: Gordon Galley; ۴ فوریهٔ ۱۹۳۰ – ۱۹ ژانویهٔ ۲۰۲۱) بازیکن فوتبال اهل بریتانیا بود.
از باشگاه‌هایی که در آن بازی کرده‌است می‌توان به باشگاه فوتبال شفیلد ونزدی و باشگاه فوتبال دارلینگتون اشاره کرد.